# Каиновы слёзы (мультфильм)
«Каиновы слёзы» (укр. Каїнові сльози; другое название: «И чёрт отказался») — советский короткометражный сатирико-пропагандистский мультфильм 1981 года режиссёра Тадеуша Павленко по одноимённому стихотворению памфлетиста и поэта Ярослава Королевича.  

## Поиски
3 июля 2015 года пользователь форума «ArjLover» tf_2010 создал тему о мультфильме «Каиновы слёзы», который он видел в одном из Одесских кинотеатров в 90-х годах.
25 марта 2017 года пользователь Obertone получил книжный сценарий мультфильма, хранящийся в Российской государственной библиотеке и 11 сентября 2021 года выложил на Яндекс.Диск отсканированные страницы.
9 октября 2023 года пользователь ferrum_a опубликовал в LiveJournal-блоге «Кинопотрошители» запись о мультфильме.
10 октября 2023 года Булат Асатуллин выложил в группу «Научи хорошему 2.0» публикацию с информацией о мультфильме.
В тот же день, пользователь Discord-сервера «Утерянные медиа Wiki» PrestigiousLynx4378 находит страницы мультфильма в каталогах Госфильмофонда России и РГАЛИ, а также упоминание в книге «Энциклопедия отечественной анимации».
Через некоторое время, пользователь Андройд2222 нашёл на сайте VOSTOCK Photo новые кадры из мультфильма.
15 октября 2023 года был найден новый кадр из мультфильма.
17 октября 2023 года было отправлено письмо в Национальный центр им. А. Довженко с запросом на получение материала. Позже был получен ответ, что на данный момент, мультфильма нет в цифровом варианте.
25 января 2024 года на YouTube-канал «Ferrum - A» был опубликован диафильм, воссозданный по кадрам и сценарию мультфильма.
6 февраля 2024 года пользователь PrestigiousLynx4378 отправил письмо в Госфильмофонд России, касательно длительности мультфильма. Через день, 7 февраля был получен ответ. В нём стало известно, что мультфильм длится 20 минут.
15 марта 2024 года на сайте «Internet Archive» опубликован сборник памфлетов 1987 года украинского журналиста и уроженца Закарпатской области Николая Ришко «Каиновы cлёзы», однотематичный и одноимённый с мультфильмом. Он содержит в себе памфлеты «Блудные деды», «Каинова молитва» и «Священное Писание... в трубе», несколько персонажей которых соотносятся с отрицательным главным героем мультфильма. Вследствие этого их сюжеты усложнены в сравнении с сюжетом мультфильма: очевидно, что Ришко при сочинении своего сборника вдохновлялся мультфильмом Тадеуша Павленко. Это подтверждается также отсутствием строк стихотворения Королевича в тексте памфлетного сборника.

## Сюжет
Мультфильм рассказывает о националисте-фашисте, продававшемся различным странам, недружественным по отношению к СССР. Он был признан предателем, объединяющем черты Каина и Иуды Искариота. Мультфильм заканчивается стихотворным четверостишием:

Ну что ж, пускай себе кричит,

Скулит в тоске звериной,

Над морем каиновых слёз

Смеётся Украина.

## Создатели
- Режиссёр: Тадеуш Павленко
- Сценаристы: Юрий Новиков, Борис Крыжановский
- Художник-постановщик: Радна Сахалтуев
- Оператор: Пётр Ракитин
- Композитор: Иван Карабиц
- Роли озвучивает: Александр Страшников

## О мультфильме
- В мультфильме участвует вокально-инструменатльный ансамбль «Кобза».
- В 1987 году была выпущена одноимённая книга, вдохновлённая мультфильмом (автор: Николай Ришко, художник: Александр Гойда)[3].